# Contramaestre
Contramaestre är en ort i Kuba.   Den ligger i provinsen Provincia de Santiago de Cuba, i den sydöstra delen av landet, 700 km sydost om huvudstaden Havanna. Contramaestre ligger 84 meter över havet och antalet invånare är 70 438.
Terrängen runt Contramaestre är huvudsakligen platt, men åt sydväst är den kuperad. Contramaestre ligger nere i en dal. Runt Contramaestre är det ganska tätbefolkat, med 134 invånare per kvadratkilometer. Det finns inga andra samhällen i närheten. Trakten runt Contramaestre består till största delen av jordbruksmark.